# ديوك كيتس
ديوك كيتس هو لاعب هوكي الجليد كندي، ولد في 21 مارس 1895 في مونتريال في كندا، وتوفي في 16 يناير 1972 في فيكتوريا في كندا.

## وصلات خارجية
- ديوك كيتس على موقع دوري الهوكي الوطني (الإنجليزية)
- ديوك كيتس على موقع EliteProspects.com (الإنجليزية)
- ديوك كيتس على موقع HockeyDB.com (الإنجليزية)
- ديوك كيتس على موقع Hockey-Reference.com (الإنجليزية)